# مارینا ماچته
مارینا ماچته ریس (پرتغالی: Marina Machete Reis؛ زاده ۱ اکتبر ۱۹۹۵) مدل و ملکه زیبایی پرتغالی است. برنده عنوان میس یونیورس پرتغال ۲۰۲۳ و شرکت در مسابقات دوشیزه جهان ۲۰۲۳ در السالوادور.